# (7279) Hagfors
(7279) Hagfors es un asteroide perteneciente al cinturón de asteroides descubierto el 7 de noviembre de 1985 por Edward Bowell desde la Estación Anderson Mesa (condado de Coconino, cerca de Flagstaff, Arizona, Estados Unidos).

## Designación y nombre
Designado provisionalmente como 1985 VD1. Fue nombrado en honor a Tor Hagfors (1930-2007), en celebración de su 68 cumpleaños y su jubilación como director del Max-Planck-Institut für Aeronomie. En la década de 1960, en el Laboratorio Lincoln del Instituto Tecnológico de Massachusetts, Hagfors llevó a cabo extensas investigaciones de radar de la luna. La función de retrodispersión del radar ahora llamada Ley de Hagfors, que derivó para respaldar su análisis de los ecos lunares, sigue siendo el modelo más ampliamente aplicado para interpretar los ecos cuasi especulares de la Luna, Mercurio, Marte y Venus. Hagfors se desempeñó como director de operaciones del Observatorio de Arecibo del Centro Nacional de Astronomía e Ionosfera de 1971 a 1973 y como director de NAIC durante el período, 1982-1992, cuando Arecibo realizó 68 experimentos de radar exitosos en planetas menores.

## Características orbitales
Hagfors está situado a una distancia media del Sol de 3,102 ua, pudiendo alejarse hasta 3,656 ua y acercarse hasta 2,548 ua. Su excentricidad es 0,179 y la inclinación orbital 5,341 grados. Emplea 1995,43 días en completar una órbita alrededor del Sol.
Los próximos acercamientos a la órbita de Júpiter ocurrirán el 2 de septiembre de 2065, el 26 de septiembre de 2075 y el 5 de noviembre de 2136.
Pertenece a la familia de asteroides de (10) Hygiea.

## Características físicas
La magnitud absoluta de Hagfors es 13,26. Tiene 13,074 km de diámetro y su albedo se estima en 0,071.